# تنظيم الدولة الإسلامية - ولاية الصومال
تنظيم الدولة الإسلامية في الصومال أو أبناء الخليفة وتسمى أحيانا ولاية الصومال هي فرع من تنظيم الدولة الإسلامية ينشط في مناطق جبلية من أرض البنط وفي الصومال.